# Calamagrostis cabrerae
Calamagrostis cabrerae là một loài thực vật có hoa trong họ Hòa thảo. Loài này được Parodi mô tả khoa học đầu tiên năm 1948.